# Ichikawa Danjūrō II
Ichikawa Danjūrō II  (二代目 市川 團十郎?, Nidaime Shodai Ichikawa Danjūrō), noto anche come Ichikawa Kuzō e Ichikawa Ebizō II (Edo, 3 novembre 1688 – Edo, 25 ottobre 1758) è stato un attore teatrale giapponese del periodo Edo, esponente di una dinastia di attori kabuki che ha svolto per oltre un secolo un ruolo guida nei teatri della città.

## Biografia
Ichikawa Kuzō nacque a Edo il 3 novembre 1688, primo anno dell'era Genroku (1688-1704), primogenito di Ichikawa Danjūrō I, dello yagō Naritaya, una gilda di attori kabuki. Il padre, molto amato dalle platee, capostipite della dinastia e iniziatore dello stile di recitazione aragoto, aveva a lungo pregato per avere un figlio al tempio Narita Fudôson dedicato al culto di Fudo Myoo.

### Inizio carriera
Nel 1697, all'età di nove anni, Kuzō debuttò a fianco del padre sul palco del teatro di Edo Nakamura-za, nella commedia sewamono Tsuwamono Kongen Soga ("L'origine del guerriero Soga"), interpretando i ruoli di un prete yamabushi e della divinità Fudo Myoo. Nel Kabuki Jishi ("Guida al Kabuki", 1762) viene raccontato che il giovane attore, avendo difficoltà a mantenere lo sguardo fisso, senza abbassare le palpebre, nella parte di Fudo Myoo, andò al tempio di Narita e pregò ininterrottamente per diciassette giorni, trascorsi i quali "i suoi occhi avevano esattamente lo sguardo feroce di un Fudo, e potevano restare fissi in uno sguardo. Sicuramente era posseduto dallo spirito".
Il giovane Kuzō pronunciò le sue prime battute, nel ruolo di Kaidōmaru, nel dramma kaomise Kinpira Rokujō Gayoi, interpretato con il padre nel 1700 al teatro Nakamura-za.

### Assunzione del nome d'arte
Nel 1704, il padre Danjūrō I venne pugnalato e ucciso sul palco durante una rappresentazione dal collega Ikushima Hanroku, che nutriva astio nei suoi confronti. Cinque mesi dopo, all'età di diciassette anni, Ichikawa Kuzō assunse il nome d'arte di Danjūrō II, con una cerimonia solenne al Teatro Yamamura Chōdayū. Dopo un'introduzione di Miyazaki Denkichi, Danjūrō II tenne un discorso in memoria del genitore, al termine del quale si racconta che tutto il pubblico "si bagnò le maniche con le lacrime".
Mantenne il nome Danjūrō II fino al 1735, quando assunse quello di Ichikawa Ebizō II. Le prime opere che interpretò furono le più significative della carriera del padre: la prima fu il dramma Heianjō Miyako Sadame, in cui indossò un abito di scena uguale a quello del padre nel ruolo di Konpira.
Il giovane attore trascorse diversi anni senza affermarsi in ruoli importanti, finché strinse amicizia con Ikushima Shingoro, erede artistico di Nakamura Shichisaburo I, che divenne il suo mentore. Shingoro si esibiva principalmente nel teatro Yamamura-za ed era ritenuto un eccezionale interprete di ruoli tachiyaku, nello stile wagoto. Contando sull'esperienza di questo esperto attore, Danjūrō II ampliò la sua gamma di recitazione, destreggiandosi con abilità oltre che nell'aragoto, lo stile introdotto dal padre, in diversi ruoli wagoto, in parti jitsugoto realistiche e scene d'amore.

### I successi

Il mon della famiglia Ichikawa.

Una delle principali opere eseguite dal padre Ichikawa Danjūrō I era stata Shibaraku, da lui eseguita per la prima volta nel 1692. Ereditata dal figlio come parte dello ie no gei ("repertorio di famiglia") della linea Danjūrō, per gran parte del periodo Tokugawa divenne la produzione di apertura della stagione kaomise ("esibizione dei volti"), un ciclo di rappresentazioni che si svolgeva nell'undicesimo mese lunare per presentare al pubblico la compagnia di attori scritturati dai teatri di Edo per il nuovo anno.
Shibaraku, una delle opere di teatro kabuki più famose, costituisce uno dei principali simboli dello stile della famiglia Danjūrō. Il protagonista è un giovane e spavaldo eroe dalla forza sovrumana, nemico delle ingiustizie, che salva le deboli vittime dall'oppressione, smascherando i cattivi e mettendo fine ai loro piani e al loro potere.
Nel 1714, nella rappresentazione al teatro Nakamura-za dell'opera kaomise Banmin Daifukucho, che ottenne un grande successo, l'eroe fu per la prima volta chiamato Kamakura no Gongoro Kagemasa, il suo nome più abituale nelle versioni successive.

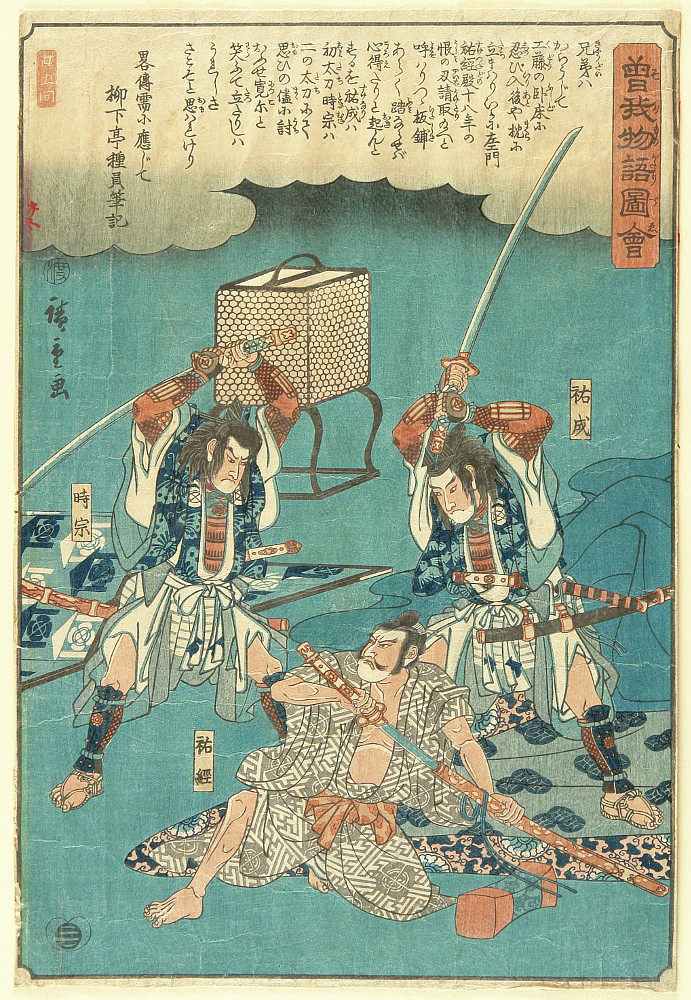
Soga Monogatari Zue di Utagawa Hiroshige. Sulla vendetta dei fratelli Soga si basa il dramma Sukeroku, associato alla famiglia di attori Ichikawa Danjūrō.

Con il dramma Sukeroku Yukari no Edo Zakura ("Sukeroku: il fiore di Edo"), presentato per la prima volta nel 1713 con il titolo Ha na yakata Aigo no sakura ("I fiori di ciliegio di Hanayakata") e in seguito considerato dai critici "l'incarnazione dello spirito Edo", Danjūrō II mescolò passato e presente attraverso il personaggio di Sukeroku, travestimento e copertura del più scaltro samurai Soga no Gorō, intenzionato a rientrare in possesso di una spada che gli era stata rubata, tesoro di famiglia, e a vendicarsi dei responsabili. Fanno da sfondo al dramma le ambientazioni di Edo contemporanea, con lo stile di vita raffinato e i quartieri del piacere, e la storia della vendetta dei fratelli Soga, raccontata nel Soga Monogatari, una cronaca militare i cui eventi si svolgono nel XII secolo.
Da quando Danjūrō II interpretò Sukeroku/Soga no Gorō, sperimentato durante tutta la sua carriera, questo ruolo venne ereditato e mantenuto in vita, per oltre un secolo, dagli attori della linea Ichikawa Danjūrō. Nella metà del XIX secolo, Danjūrō VII designò Sukeroku come uno dei diciotto classici del kabuki Kabuki jūhachiban, canonizzandolo come l'opera per eccellenza del repertorio Danjūrō.
Nel 1718, Danjūrō II compose ed eseguì Uiro Uri ("Il venditore ambulante di medicine"), messo in scena nel secondo atto di un'opera di Capodanno intitolata Wakamidori Ikioi Soga ("Il vivace fratello Soga in mezzo alle fresche foglie verdi"). Ottenne un grande successo e fu replicata per sette mesi consecutivi. Nella pièce il personaggio principale, Soga Goro, venditore di un famoso medicinale ("uird"), durante un monologo recitava uno straordinario scioglilingua di tre minuti e mezzo, con giochi di parole in parte presi da canzoni e filastrocche per bambini, raro esempio di virtuosa destrezza verbale nel repertorio delle commedie kabuki' che così iniziava:
(Danjuro II, Uiro uri, 1718.)
Questo pezzo divenne così famoso tra il pubblico che, quando Danjūrō II lo reinterpretò a Osaka nel 1741, gli spettatori lo precedettero recitandolo essi stessi. Si racconta che l'attore, in silenzio, dopo averli lasciati terminare, li ringraziò e recitò nuovamente lo scioglilingua all'incontrario, senza fare errori. Alcune parti di questo pezzo sono state utilizzate nel XX secolo nella prova orale dei concorsi per giornalisti e annunciatori televisivi.
Uiro Uri, insieme a Sukeroku (1713), affermò Danjūrō II come del teatro kabuki non solo ad Edo, ma anche a livello nazionale.
Gli artisti più celebri, come Ichikawa Danjūrō II, erano venerati come divinità dal pubblico e guadagnavano quasi quanto un daimyō, nonostante la loro mancanza di posizione sociale ufficiale. Alcune fonti riportano che, quando Danjuro II ricevette la visita di un famoso suonatore di shamisen, lo fece mangiare in un luogo separato dal suo, ritenendosi non alla sua altezza.

### Ichikawa Ebizō II

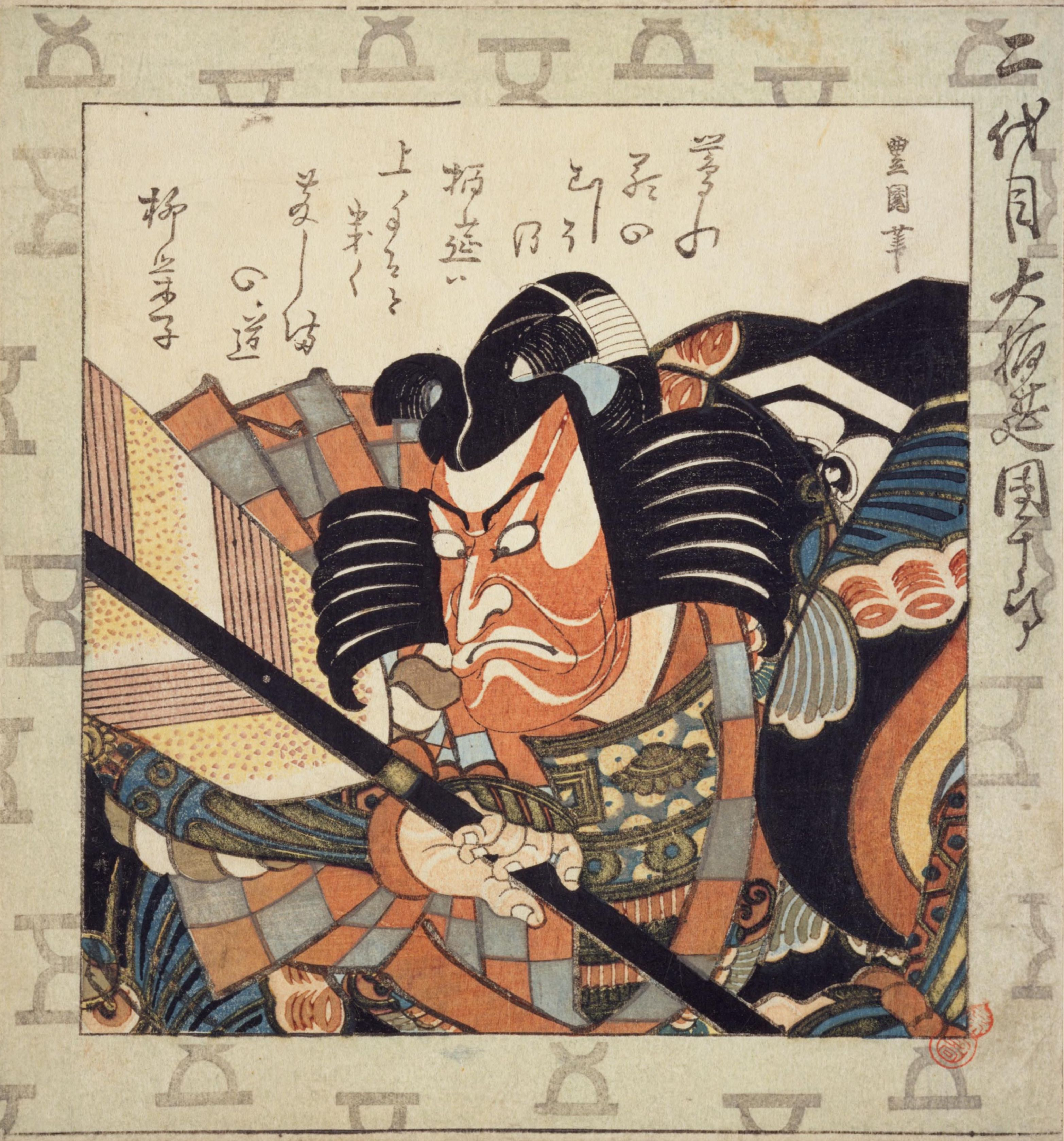
Ichikawa Danjūrō II interpreta Soga no Gorō in Ya-no-Ne, da Nidai-me Dai-Hakuen Danjūrō di Toyokuni Utagawa I.

Dopo alcuni mesi di malattia, nel 1735, con una cerimonia shūmei all'Ichimura-za, Danjūrō II trasmise il suo nome al figlio adottivo Ichikawa Masugorō (il cui vero padre era Sanshoya Sukejuro), che diventò Danjūrō III, e assunse per sé stesso quello di Ichikawa Ebizō II. Con questo nuovo nome continuò a interpretare commedie e ruoli per oltre due decenni.
Nel 1741, si trasferì con il figlio a Osaka, dove sembra gli fosse stata promessa una considerevole cifra per esibirsi. Un anno dopo, morì il figlio Danjūrō III.
Nel 1752, per problemi di salute, sospese per oltre un anno le sue rappresentazioni. Alla fine del 1753 tornò sul palco, dove rimase attivo per alcuni anni. Nel 1754, adottò l'attore Matsumoto Koshiro II e lo fece chiamare Danjūrō IV.
Nel 1757, si ammalò alla fine di uno spettacolo. Apparve sul palco per l'ultima volta a Edo all'Ichimura-za, dove interpretò il ruolo di Soga Gorō nella scena Ya-no-NeMori. Morì nella sua capanna il 25 ottobre 1758, all'età di settant'anni.

### Innovazioni tecniche
Danjūrō II perfezionò le commedie, i personaggi e la tecnica del padre ed aggiunse nuove opere, come Sukeroku e Ya-no-NeKenuki, al repertorio di aragoto, a cui aggiunse elementi di stile wagoto, e apportò un proprio contributo allo sviluppo di costumi e scenografie teatrali.
È ritenuto il creatore di una tecnica di kumadori, il trucco usato per sottolinea i lineamenti del volto, chiamata bokashi, che consentiva di ammorbidire il colore del bordo delle linee dipinte intorno alle sopracciglia, alle guance, agli occhi e alla bocca degli attori. Si racconta che abbia avuto l'idea guardando i petali di una peonia nel suo giardino.
Tre importanti kumadori usati da Danjūrō II sono il suji kuma, il mukimi e l'ippon-kuma. Il suji kuma, introdotto da Danjūrō I e poi utilizzato dal figlio con la tecnica bokashi, viene usato per caratterizzare il volto dell'eroe dal carattere sanguigno e tempestoso (così come definito dal nome), che esprime rabbia e indignazione: le sopracciglia sono arcuate verso l'alto, mentre altrettante linee, graduate di rosso, curvano verso l'alto dal naso e dalla fronte e attorno alle guance. Il mukimi è usato per un eroe giovane e bello, come nei ruoli di Sukeroku e Goro in Soga no Taimen, e si distingue per il viso coperto di colore bianco, due sopracciglia in linee rette con una leggera angolazione e linee rosse sotto le palpebre, il labbro superiore dipinto come una sottile curva in rosso, con un tocco di nero ad ogni angolo.
L'ippon kuma, infine, rappresenta l'espressione di un giovane eroe con un grande senso di giustizia, ed è caratterizzato da un'ampia linea rossa quasi verticale portata verso l'alto dall'angolo esterno degli occhi, mentre le narici sono fortemente delineate in rosso.
Nel 1840, Danjūrō VII pubblicò Kabuki jūhachiban per ricordare al mondo del teatro la preminenza della sua famiglia nel kabuki, specialmente nella creazione e nello sviluppo dello stile di recitazione aragoto. Questa raccolta di diciotto opere teatrali includeva le rappresentazioni più popolari della linea di attori Danjūrō, la maggior parte dei quali in stile aragoto, compreso il personaggio di Benkei, interpretato da Danjūrō I e Danjūrō II.